# Лошадь Скалистых гор
Лошадь Скалистых гор (англ. Rocky Mountain horse) — порода верховых лошадей, выведенная в США на востоке штата Кентукки. Эта порода обладает небольшим поголовьем примерно в 3000 лошадей.

## Характеристика
Лошадь Скалистых гор должна удовлетворять следующим требованиям:
Рост в холке должен быть не ниже 142 см и при этом не выше 160 см. Это важно, поскольку в подавляющем большинстве других пород нет верхнего ограничения роста.
Грудь должна быть широкой, лопатка — находиться под углом 45 градусов.
Глаза должны быть большими, уши — красивой формы.
Лошадь Скалистых гор обладает помимо шага и рыси четырехтактным аллюром. Средняя скорость этого аллюра составляет от 7 до 20 миль в час. Этот аллюр является врождённым и не требует специальной тренировки.
Лошадь Скалистых гор должна быть покладистой.

## История

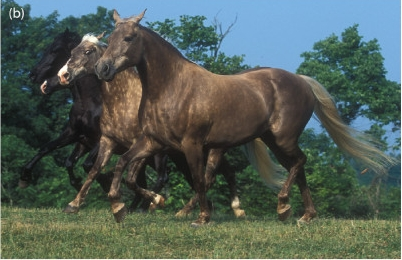
Серебристо-вороные лошади

Фактов из истории лошадей Скалистых гор известно очень мало. Родиной этой породы на самом деле являются не Скалистые горы, а Аппалачи. Основателем породы является живший в конце XIX века жеребец, попавший на восток штата Кентукки откуда-то из-за Скалистых гор. Происхождение этого жеребца остаётся неизвестным. Его потомком стал жеребец игреневой масти Олд Тоуб (Old Tobe), рожденный в 1927 году на ферме, где предоставлялись услуги, связанные с горным туризмом в национальном парке Нейчерал Бридж.
Олд Тоуб отличался выносливостью, хорошими ногами, покладистым характером (ему можно было доверить даже новичка) и удобными для всадника аллюрами. Он дожил до 37 лет, передавая свои качества потомству. Родословные подавляющего большинства современных лошадей Скалистых гор восходят к Олд Тоубу. Его потомки быстро стали популярными среди фермеров штата Кентукки. Этих лошадей использовали не только для верховой езды, но и на сельхозработах. Название породы — лошадь Скалистых гор — закрепилось за ними с лёгкой руки Сэма Таттла, владельца Олд Тоуба.
Примечательно, что штат Кентукки находится на границе зон распространения двух типов лошадей — испанских с юга и английских с севера. Поэтому лошадь Скалистых гор внешне представляет собой нечто среднее между этими двумя группами лошадей.

## Ассоциации и студбуки
Студбук лошади Скалистых гор появился довольно поздно — лишь в 1986 году. Его ведёт Ассоциация лошадей Скалистых гор — Rocky Mountain Horse Association (RMHA).
У лошади Скалистых гор есть несколько отродий — маунтин плеже (Mountain Pleasure Horse), кентуккская горная лошадь (Kentucky Mountain Horse) и т. д. Эти лошади происходят от лошади Скалистых гор, но имеют разные студбуки и требования. Внешне эти отродья различаются мало. Согласно правилам, в студбук Скалистых гор может быть записана только лошадь, у которой оба родителя записаны в этот же студбук. В то же время правила кентуккского студбука допускают запись в него лошадей, у которых присутствуют предки других пород. Бывает и так, что одна и та же лошадь может быть записана сразу в два или три студбука.

## Генетика

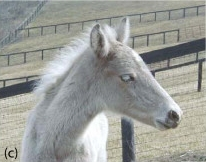
Белые ресницы жеребенка говорят о присутствии серебристого гена

Для лошадей Скалистых гор характерны следующие генетические маркеры:
- D-deké (характерен для многих лошадей испанского происхождения, а также для некоторых верховых пород США);
- GPI-F (характерен для «аллюрных» пород Северной Америки, родственных лошадям Скалистых гор — возможно, этот маркер принадлежал их общему предку; этот ген также встречается у лошадей испанского происхождения, а также тяжелоупряжных пород);
- трансферрин Tf(Fr3)É (этот маркер также присутствует у испанских пород).

Также у лошадей Скалистых гор часто встречается ген ASD, сцепленный с серебристым геном и в гомозиготном состоянии вызывающий отклонения в развитии структур глаза. Поэтому лошадей мастей серебристой группы рекомендуется скрещивать с несеребристыми лошадьми.

## Особенности аллюра
Одной из особенностей этой породы является аллюр под названием slow gait — иноходь. Возможно, этот аллюр унаследован от наррагансетских иноходцев.
Примечательно, что в отличие от таких пород, как американская верховая и теннессийская, лошади Скалистых гор не нуждаются в специальных тренировках для выработки этого аллюра — он присутствует у многих из них от рождения, и его не принято как-либо корректировать. Поэтому хода лошадей Скалистых гор не высокая, а настильная, с большим захватом пространства. Именно такой аллюр удобнее для многочасовых прогулок по пересечённой местности и для лошади, и для всадника.